# Rocky Mountain
Rocky Mountain és una concentració de població designada pel cens dels Estats Units a l'estat d'Oklahoma. Segons el cens del 2000 tenia 448 habitants.

## Demografia
Segons el cens del 2000, Rocky Mountain tenia 448 habitants, 156 habitatges, i 117 famílies. La densitat de població era de 13,4 habitants per km².
Dels 156 habitatges en un 39,7% hi vivien nens de menys de 18 anys, en un 60,9% hi vivien parelles casades, en un 10,9% dones solteres, i en un 25% no eren unitats familiars. En el 21,2% dels habitatges hi vivien persones soles el 10,3% de les quals corresponia a persones de 65 anys o més que vivien soles. El nombre mitjà de persones vivint en cada habitatge era de 2,87 i el nombre mitjà de persones que vivien en cada família era de 3,43.
Per edats la població es repartia de la següent manera: un 34,4% tenia menys de 18 anys, un 5,4% entre 18 i 24, un 28,6% entre 25 i 44, un 19,9% de 45 a 60 i un 11,8% 65 anys o més.
L'edat mediana era de 32 anys. Per cada 100 dones de 18 o més anys hi havia 102,8 homes.
La renda mediana per habitatge era de 19.886 $ i la renda mediana per família de 30.795 $. Els homes tenien una renda mediana de 21.500 $ mentre que les dones 18.958 $. La renda per capita de la població era de 9.735 $. Entorn del 20% de les famílies i el 22,5% de la població estaven per davall del llindar de pobresa.

## Poblacions més properes
El següent diagrama mostra les poblacions més properes.